# Korthovedet flyvepungegern
Korthovedet flyvepungegern (Petaurus breviceps) er et lille pungdyr hjemmehørende på Ny Guinea og i det østlige Australien. Det engelske navn, sugar glider, refererer til, at den fortrinsvis lever af sød nektar, og til dens svæveflugt, der er meget lig et flyveegerns.